# Élections législatives de 2007 dans la Meuse
Les élections législatives françaises de 2007 se déroulent les 10 et 17 juin 2007. Dans le département de la Meuse, deux députés sont à élire dans le cadre de deux circonscriptions.

## Élus
| Circonscription | Député sortant    | Parti | Parti | Député élu ou réélu | Parti | Parti |
| --------------- | ----------------- | ----- | ----- | ------------------- | ----- | ----- |
| 1re             | François Dosé     |       | PS    | Bertrand Pancher    |       | UMP   |
| 2e              | Jean-Louis Dumont |       | PS    | Jean-Louis Dumont   |       | PS    |

## Résultats

### Résultats à l'échelle du département
| Parti                                     | Parti                             | Premier tour | Premier tour | Second tour | Second tour | Sièges |
| Parti                                     | Parti                             | Voix         | %            | Voix        | %           | Sièges |
| ----------------------------------------- | --------------------------------- | ------------ | ------------ | ----------- | ----------- | ------ |
|                                           | Union pour un mouvement populaire | 27 489       | 33,56        | 42 410      | 50,94       | 1      |
|                                           | Divers droite                     | 5 239        | 6,40         |             |             | 0      |
|                                           | Mouvement pour la France          | 821          | 1,00         | 0           |             |        |
|                                           | Majorité présidentielle           | 33 549       | 40,96        | 42 410      | 50,94       | 1      |
|                                           |                                   |              |              |             |             |        |
|                                           | Parti socialiste                  | 23 839       | 29,10        | 40 842      | 49,06       | 1      |
|                                           | Les Verts                         | 2 292        | 2,80         |             |             | 0      |
|                                           | Parti communiste français         | 1 560        | 1,90         | 0           |             |        |
|                                           | Gauche parlementaire              | 27 691       | 33,81        | 40 842      | 49,06       | 1      |
|                                           |                                   |              |              |             |             |        |
|                                           | UDF–Mouvement démocrate           | 9 274        | 11,32        |             |             | 0      |
|                                           | Front national                    | 5 044        | 6,16         | 0           |             |        |
|                                           | Extrême gauche dont LCR, LO et PT | 3 447        | 4,21         | 0           |             |        |
|                                           | Divers                            | 1 711        | 2,09         | 0           |             |        |
|                                           | Mouvement écologiste indépendant  | 695          | 0,85         | 0           |             |        |
|                                           | Mouvement national républicain    | 500          | 0,61         | 0           |             |        |
|                                           |                                   |              |              |             |             |        |
| Inscrits                                  | Inscrits                          | 141 726      | 100,00       | 141 712     | 100,00      | 2      |
| Abstentions                               | Abstentions                       | 57 917       | 40,87        | 55 274      | 39          |        |
| Votants                                   | Votants                           | 83 809       | 59,13        | 86 438      | 61          |        |
| Blancs et nuls                            | Blancs et nuls                    | 1 898        | 2,26         | 3 186       | 3,69        |        |
| Exprimés                                  | Exprimés                          | 81 911       | 97,74        | 83 252      | 96,31       |        |
| Source : Ministère de l'Intérieur - Meuse |                                   |              |              |             |             |        |

### Résultats par circonscription

#### Première circonscription (Bar-le-Duc)
| Candidat       | Candidat             | Parti          | Premier tour | Premier tour | Second tour | Second tour |  |
| Candidat       | Candidat             | Parti          | Voix         | %            | Voix        | %           |  |
| -------------- | -------------------- | -------------- | ------------ | ------------ | ----------- | ----------- |  |
|                | Bertrand Pancher élu | UMP            | 17 373       | 37,24        | 25 188      | 53,97       |  |
|                | Thibaut Villemin     | PS             | 12 359       | 26,49        | 21 481      | 46,03       |  |
|                | Alexandre Lombard    | UDF–MoDem      | 6 714        | 14,39        |             |             |  |
|                | Bruno Bilde          | FN             | 3 372        | 7,23         |             |             |  |
|                | Jean Jacq            | Les Verts      | 1 520        | 3,26         |             |             |  |
|                | Jean-Noël Bouet      | LCR            | 1 460        | 3,13         |             |             |  |
|                | Francis Leclerc      | Divers         | 1 183        | 2,54         |             |             |  |
|                | Yannick Fischer      | PCF            | 557          | 1,19         |             |             |  |
|                | Yvette Schramm       | MPF            | 542          | 1,16         |             |             |  |
|                | Mink Takawé          | LO             | 452          | 0,97         |             |             |  |
|                | Dimitri Demange      | diss. PCF      | 421          | 0,9          |             |             |  |
|                | Christine Stémart    | Divers         | 361          | 0,77         |             |             |  |
|                | Paulette Geoffroy    | MNR            | 333          | 0,71         |             |             |  |
|                |                      |                |              |              |             |             |  |
| Inscrits       | Inscrits             | Inscrits       | 80 070       | 100,00       | 80 063      | 100,00      |  |
| Abstentions    | Abstentions          | Abstentions    | 32 220       | 40,24        | 31 426      | 39,25       |  |
| Votants        | Votants              | Votants        | 47 850       | 59,76        | 48 637      | 60,75       |  |
| Blancs et nuls | Blancs et nuls       | Blancs et nuls | 1 203        | 2,51         | 1 968       | 4,05        |  |
| Exprimés       | Exprimés             | Exprimés       | 46 647       | 97,49        | 46 669      | 95,95       |  |

#### Deuxième circonscription (Verdun)
| Candidat       | Candidat                        | Parti               | Premier tour | Premier tour | Second tour | Second tour |  |
| Candidat       | Candidat                        | Parti               | Voix         | %            | Voix        | %           |  |
| -------------- | ------------------------------- | ------------------- | ------------ | ------------ | ----------- | ----------- |  |
|                | Jean-Louis Dumont sortant réélu | PS                  | 11 480       | 32,55        | 19 361      | 52,92       |  |
|                | Claudine Becq-Vinci             | UMP                 | 10 116       | 28,69        | 17 222      | 47,08       |  |
|                | Arsène Lux                      | DLR                 | 5 239        | 14,86        |             |             |  |
|                | Jean-Marie Cousin               | UDF–MoDem           | 2 560        | 7,26         |             |             |  |
|                | Jeannine Fichefet               | FN                  | 1 672        | 4,74         |             |             |  |
|                | Éric Bernardi                   | PCF                 | 1 003        | 2,84         |             |             |  |
|                | Dominique Ronga                 | Les Verts           | 772          | 2,19         |             |             |  |
|                | Yves Dhyvert                    | MÉI                 | 695          | 1,97         |             |             |  |
|                | Jean-Marie Mercy                | Extrême gauche (GA) | 527          | 1,49         |             |             |  |
|                | Sandra Mussler                  | LO                  | 356          | 1,01         |             |             |  |
|                | Jean-Luc Herman                 | MPF                 | 279          | 0,79         |             |             |  |
|                | Patrick Megny                   | PT                  | 231          | 0,66         |             |             |  |
|                | Jean-Marie Peudon               | MNR                 | 167          | 0,47         |             |             |  |
|                | Youri Bodeux                    | Divers              | 167          | 0,47         |             |             |  |
|                |                                 |                     |              |              |             |             |  |
| Inscrits       | Inscrits                        | Inscrits            | 61 656       | 100,00       | 61 649      | 100,00      |  |
| Abstentions    | Abstentions                     | Abstentions         | 25 697       | 41,68        | 23 848      | 38,68       |  |
| Votants        | Votants                         | Votants             | 35 959       | 58,32        | 37 801      | 61,32       |  |
| Blancs et nuls | Blancs et nuls                  | Blancs et nuls      | 695          | 1,93         | 1 218       | 3,22        |  |
| Exprimés       | Exprimés                        | Exprimés            | 35 264       | 98,07        | 36 583      | 96,78       |  |